# 奧祖爾蓋蒂
奧祖爾蓋蒂（羅馬化：ozurgeti）是格魯吉亞西部古里亞大区奧祖爾蓋蒂市鎮的城市及其行政中心，也是所属大区的区府。距離首都第比利斯325公里，海拔高度約200米，該鎮中心有一間東正教教堂，2014年人口14,785。